# Antonio von Caraffa

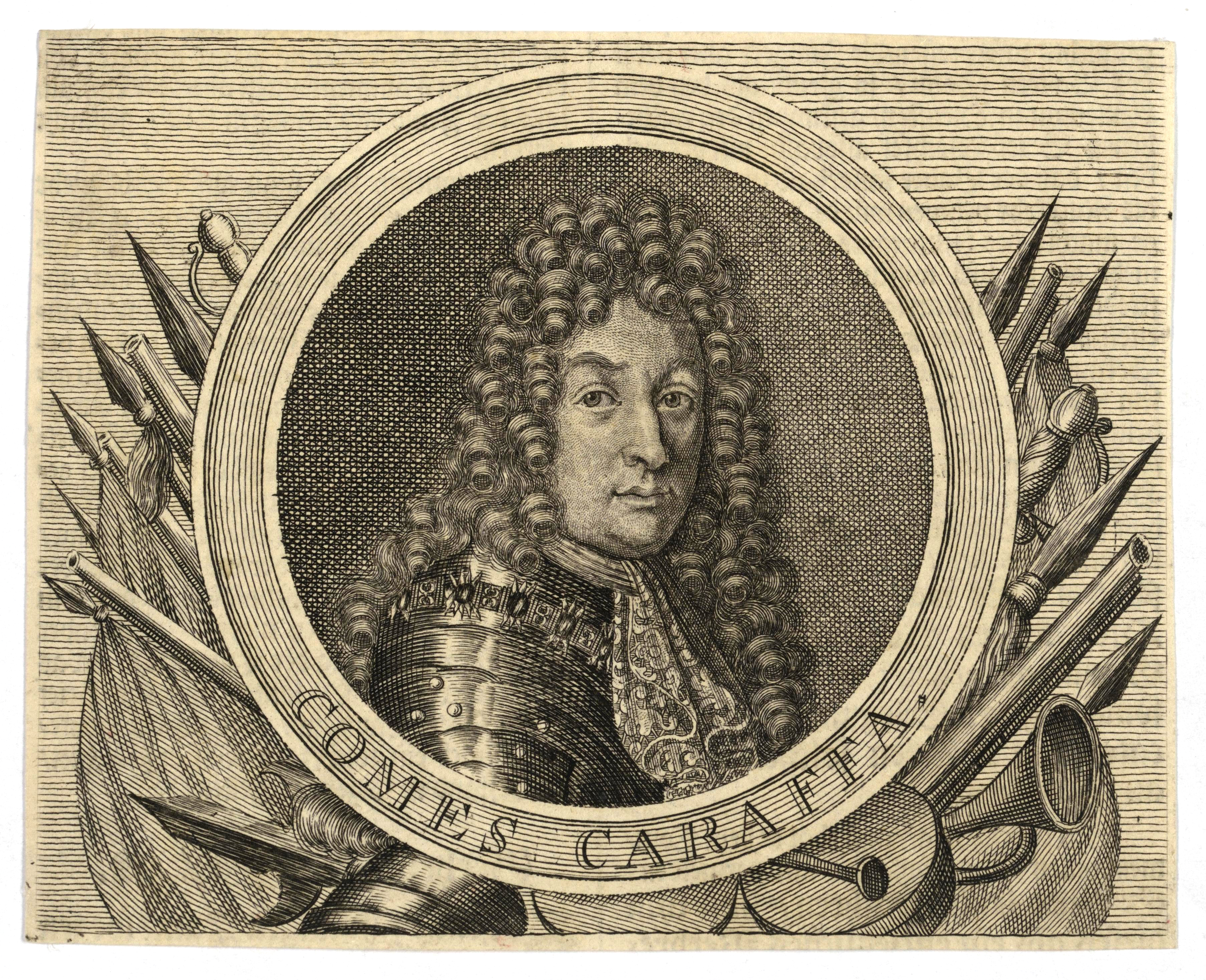
Antonio von Caraffa

Antonio Graf von Caraffa (* 1646; † 6. März 1693) war ein kaiserlich-habsburgischer Feldmarschall und seit 1688 bis zu seinem Tod Generalkriegskommissar als Nachfolger von Rudolf von Rabatta.

## Leben
Er stammte aus der alten neapolitanischen Familie Carafa. Sein Vater war Marcus Anton Carafa.
Mit Hilfe seines Vetters, des Kardinals Carlo Carafa della Spina, kam er an den Kaiserhof in Wien. Im Jahr 1655 wird er als Kämmerer genannt. Später trat er in den Militärdienst ein und erhielt als Obrist 1672 ein neu aufgestelltes Regiment Kürassiere. Mit diesem nahm er am Krieg gegen die Osmanen in Ungarn teil. Zur Zeit der zweiten Belagerung Wiens wurde Caraffa von Leopold I. nach Warschau entsandt, um den Entsatz der Stadt durch den polnischen König Johann III. Sobieski zu beschleunigen. Im Jahr 1685 eroberte er von den Osmanen Eperjes. Nach der Eroberung von Oberungarn 1686 wurde er dortiger Kommandant. Er stand dort auch einem Gericht vor, das mit äußerster Härte gegen angebliche Verschwörer und die Anhänger von Emmerich Thököly vorging. Unter anderem wurden 13 Personen hingerichtet. Weitere Beschuldigte wurden gefoltert und später hingerichtet. (Da vor allem die evangelische Gemeinde von Eperies betroffen war und auch gegenreformatorische Motive Caraffas vermutet werden, sind die Hingerichteten als Märtyrer von Eperjes bekannt.) Dieses Vorgehen wurde nach zahlreichen Bitten von ungarischer Seite schließlich von Kaiser Leopold beendet. Der Oberbefehl in Oberungarn wurde ihm entzogen. Allerdings wurde Caraffa nicht zur Verantwortung gezogen. Vielmehr wurde er zum Feldmarschall ernannt. Er blieb in kaiserlichen Diensten und eroberte nach drei Jahren Belagerung das von Jelena Zrinski (ung. Ilona Zrínyi), der Gattin Thökölys, verteidigte Munkács. Damit übernahm er in Siebenbürgen den Oberbefehl. Nunmehr handelte er besonnener und brachte Michael Teleky sowie die maßgeblichen Adeligen auf seine Seite. Er eroberte auch Lippa und Lugos. Außerdem war er an der Eroberung von Buda maßgeblich beteiligt. Dafür wurde er zum Ritter des Goldenen Vlies ernannt. Des Weiteren erhielt er die bedeutende Herrschaft Wucsin (im Mittelalter Atyina) im Komitat Veröce (heute Voćin, Gespanschaft Virovitica-Podravina in Slawonien, heute Kroatien).